# Orange Canvas
Orange Canvas je odprtokodni program, namenjen predvsem podatkovnemu rudarjenju in vizualizacijam, ki so ga razvili v Laboratoriju za bioinformatiko na Fakulteti za računalništvo in informatiko v Ljubljani. Napisan je v programskem jeziku Python.
Programski paket Orange vsebuje paleto postopkov za modeliranje in učenje iz podatkov s strojnim učenjem ter omogoča analizo podatkov s preprostim grafičnim vmesnikom. Komponente programa rangirajo od preprostih vizualizacij podatkov, empiričnih evalvacij učnih algoritmov do napovednega modeliranja.
Vizualno programiranje se izvaja prek vmesnika, v katerem delo poteka s povezovanjem prednastavljenih pripomočkov oz. widgetov. Napredni uporabniki lahko uporabljajo Python knjižnico za manipulacijo podatkov in gradnikov.
Janez Demšar in Blaž Zupan sta za razvoj orodja Orange Canvas leta 2022 prejela Puhovo nagrado.